# Embarcadero Navy Point
Navy Point, también noinado Camber Depot,  era un embarcadero que oficiaba inicio y playa logística del Ferrocarril Camber. Se hallaba ubicado en la zona rural contigua a Puerto Argentino, territorio británico de ultramar. Precisamente, se asentó en la costa este de la isla Soledad y sobre un extremo de la península Camber. La latitud sobre la que se ubicó lo volvió uno de los puntos ferroviarios más australes del mundo.

## Toponimia
El embarcadero tomó su nombre de las instalaciones pertenecientes a la marina real británica. Su nominación en inglés es Navy Point y significa en español Punto de la Marina. En algunos documentos también fue llamado Camber Depot que se traduce Depósito Camber.

## Historia
La razón de las instalaciones militares en la península Camber estuvo dada en que esta ocupa un sector importante en la estructura defensiva de Puerto Argentino, pues dicha lengua de tierra cubría todo el frente norte de la localidad, desde la punta Armada hasta la zona del arroyo Moody, estando separada de la península del Aeropuerto por un estrecho.El Ejército Británico durante la Segunda Guerra Mundial guarneció la zona y la Armada Británica había desarrollado facilidades logísticas en el sector sur de la península. 
Desde 1915 se instaló en su desembocadura un transmisor de radio fue construido para mejorar las comunicaciones al hemisferio norte, tras las batallas  ocurridas en el Atlántico Sur durante la Primera Guerra Mundial. El mar en este punto es poco profundo y, por lo tanto, el carbón y los materiales debieron descargarse en el Camber Depot en el lado del puerto de Navy Point. Para lograr el funcionamiento de estas instalaciones se construyó el pequeño ferrocarril Camber que iniciaba su recorrido de 5.6 kilómetros en el embarcadero hasta inmediaciones de la desembocadura de este arroyo. Para los años 1920 el ferrocarril es abandonado por el gobierno británico cuando se pasó de carbón a petróleo el combustible para la generación de la electricidad en la estación. Además, las investigaciones del profesor Smith que redujeron enormemente el poder necesitado para el funcionamiento. Algunas fuentes sugieren que se cerró definitivamente en 1927 y otros aseguran que se mantuvo activo por lo menos hasta los años 1940.
Los rieles continuaron siendo usados por los vecinos  por varios años hasta que cayeron en el olvido. Ya para 1943 la playa de maniobras de este punto era una congregación de chatarra donde yacían sus dos máquinas arrumbadas. Con el tiempo los rieles fueron usados por la población como contraganados y para las vigas de galpones. 
Durante la guerra de las Malvinas en 1982 en este punto se libró la escaramuza de Camber entre las fuerzas armadas británicas y argentinas. Las tropas argentinas aprovecharon rieles y durmientes para crear trincheras en el monte Longdon que sirvieron como posesiones defensivas hasta su derrota en  la Batalla del monte Longdon. Las trincheras aun se mantienen en el sitio.
Tras la guerra gracias a mapas en las noticias en la TV de la BBC (Autoridad Británica de Radio y TV) se pudo indicar al ferrocarril. Esto fue aprovechado a aficionados. Sus descubrimientos fueron notificados en la Railway Magazine a fines de 1982. Se redescubrieron desvíos en Navy Point, restos de mesas giratorias para vagones, máquinas estaban enterradas debajo un montón de chatarra y bajo el agua estaban algunos vagones. Posteriormente, los desvíos en Navy Point fueron cubiertos por las instalaciones portuarias nuevas y fue derribado mucho material sobre la playa. Actualmente, el sitio fue completamente abandonado.

## Infraestructura
Entre su infraestructura se encuentra: una dársena de 130 metros por 70 metros, un muelle de piedra (excepto el sector norte donde gran parte del mismo es de madera), un pequeño muelle de combustible de hormigón de 60 metros de longitud en el lado oeste (espigón). Además, existen dos tanques importantes de combustibles de 2.150.000 litros cada uno, una casa principal de piedra y ladrillo en dos plantas, un galpón, un establo y otros locales. Por último, sobre su costa sur corre un camino que nace en Puerto Argentino. Además, el muelle operaba con una grúa a vapor del fabricante John Wilson y otra menor operada también para hacer maniobras. Probablemente, el personal operara en el galpón o la casa como centro logístico; mientras que las locomotoras eran giradas con un puente giratorio en la playa de maniobras del embarcadero. 

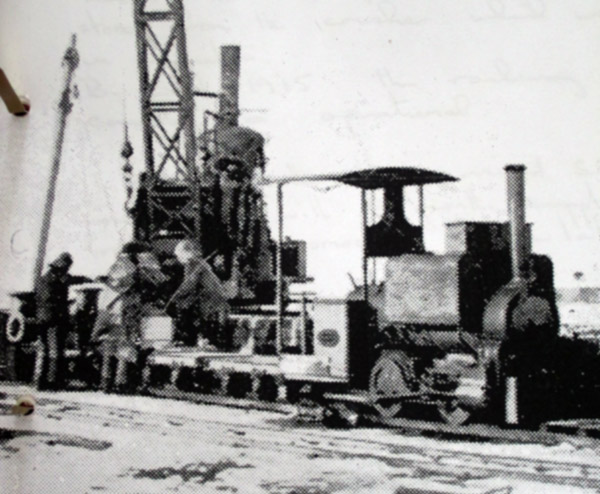
Formación carguera realizando maniobras con grúa en el muelle de Navy Ponit.

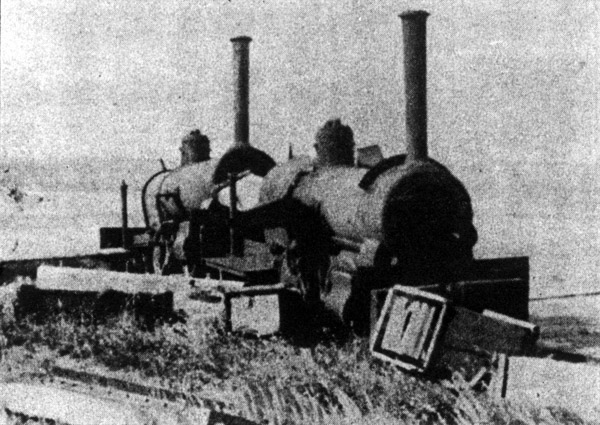
Las locomotoras Wren abandonadas y desguazadas entrada la década de los cuarenta en Navy Port.
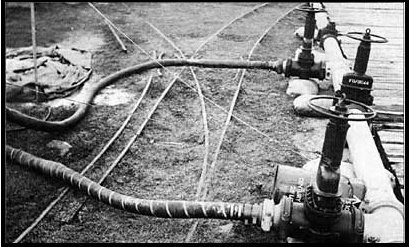
Desvíos en Navy Port fotografiados durante el año que acaeció la guerra.
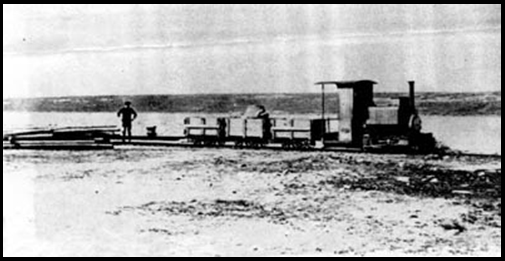
Formación realizando cargas en la playa de maniobras de Navy Point